# Všetaty, Mělník
Všetaty là một chợ huyện thuộc huyện Mělník, vùng Středočeský, Cộng hòa Séc.